# Garcinia cornea
Garcinia cornea är en tvåhjärtbladig växtart som beskrevs av Carl von Linné. Garcinia cornea ingår i släktet Garcinia och familjen Clusiaceae. Inga underarter finns listade i Catalogue of Life.